# Ulisse nell'isola dei Feaci
Ulisse nell'isola dei Feaci è un dipinto a olio su tavola (128x207 cm) di Peter Paul Rubens, databile al 1630-1635 circa e conservato nella Galleria Palatina a Firenze.

## Storia
L'opera è citata nel 1677 nelle raccolte del duca di Richelieu come veduta della città di Cadice e, passata nel frattempo nelle collezioni asburgiche, arrivò a Firenze nel 1765 per iniziativa dei Lorena. Destinato a Palazzo Pitti fa coppia, fin dalla collezione Richelieu, col Ritorno dei contadini dai campi, simile scena di soggetto bucolico dell'autore. Entrambe le opere vennero portate a Parigi dai commissari francesi tra il marzo e l'aprile 1799, restando in Francia fino al 1815. Nel rapporto che Canova e Karcher stilarono durante le restituzioni si precisa che già allora l'opera era interessata da "uno spacco in uno che lo traversa per metà".
La datazione dell'opera ha subito vari oscillazioni, entro il 1620 e il 1635, anno in cui venne replicata da un seguace che dato e firmò la sua copia. Le ipotesi più convincenti si inseriscono comunque verso i primi anni trenta.
Ne esiste un disegno preparatorio nelle collezioni del Devonshire a Chatsworth, relativo all'albero caduto in primo piano. Una copia antica di grandi dimensioni passò per la collezione Aguado di Parigi il 20 marzo 1843.

## Descrizione e stile
Protagonista del dipinto è il paesaggio, con la scena letteraria, l'arrivo di Ulisse nell'isola dei Feaci, che appare come un semplice pretesto alla rappresentazione. La composizione si svolge su un declivio che da destra verso sinistra digrada verso una frastagliata costa, visibile in lontananza, con una città arroccata al centro. Le figurette si trovano invece in primo piano: Ulisse, reduce dal naufragio in cui è riuscito a salvare ben poco, è accolto da Nausicaa, al centro, e il suo seguito.
Straordinaria è la resa di valori atmosferici, ottenuti con scala cromatica chiara, rialzata qua e là con piccoli tocchi di rosso. La sicurezza della pennellata, vibrante e capace di ottenere dettagli con estrema rapidità, esclude la presenza di aiuti come Luca van Uden, ipotizzata da Rooses.